# Dobré Pole
Dobré Pole (horvátul Dobro Polje, németül Guttenfeld) település Csehországban, Břeclavi járásban. Dobré Pole Nový Přerov, Novosedly, Brod nad Dyjí, Dolní Dunajovice, Březí, Ottenthal és Wildendürnbach településekkel határos. Lakosainak száma 447 fő (2024. január 1.).
A falut először 1350-ben említik. A 16. században több horvát család települt be, akik a törökök által elfoglalt horvátországi területekről érkeztek Magyarország érintésével. A 20. század elején Dobré Pole lakosainak zöme horvát nemzetiségű és az ún. gradišćei nyelvet beszéli. A falu plébánosa ekkortájt a morva Alois Malec, aki tökéletesen beszéli hívei nyelvét és dobré pole-i horvát nyelvjárásra szerkeszt nekik imakönyvet is.
1930-ban a horvátok aránya 46%, a németeké 22%, a többit csehek (morvák) alkotják. A második világháború után a németeket és a horvát egy részét kitelepítik, a horvátok megmaradt része többnyire asszimilálódik. Ma már csak elenyésző kisebbséget alkotnak a településen.

## Népesség
A település lakosságának változását az alábbi diagram mutatja:
| Lakosok száma | 635  | 678  | 696  | 460  | 426  | 409  | 453  | 462  | 470  | 447  |
|               | 1869 | 1890 | 1921 | 1950 | 1980 | 2001 | 2017 | 2019 | 2022 | 2024 |